# 新加坡國會議長
國會議長（英語：Speaker of the Parliament）是新加坡共和国的议会主持人，議長也是繼總統顧問理事會（CPA）主席之後的第二位總統繼任者。新加坡至今的十任议长中，仅有两人不是议员；分别为首任议长乔治·厄勒斯爵士和第四任议长古马拉三美。第九任国会议长哈莉玛·雅各布是新加坡国会史上第一位女议长。
人民行动党的迪舒沙及陳舜娘是现任新加坡国会副議長。

## 選舉
國會必須在每個新議會任期開始時選出一名議長。議會有權決定如何選舉議長， 按照最近的傳統，通常是首相提名一個人， 然後由國會議員投票決定是否通過，通過的人選即被選為議長。議長可以不是民選議員，但必須具備憲法規定的參選議員資格。議長不能是內閣成員或議會秘書，如果需要成為議長，就必須在當選前辭去這些職位。
一旦當選，除非他主動辭職、被任命為內閣部長或被取消擔任議員的資格，否則議長將持續任職直至本屆議會解散。

## 職責
新加坡國會議長的角色與大多數英聯邦的立法機構角色類似。議長負責主持會議，並執行議事規則，以有序開展議會事務。在履行職責時，議長必須對所有議員保持公正和公平。議長負責規範和執行辯論規則，他決定誰有發言權，及將問題提交到議會進行辯論和投票。議長並不參與辯論，但如果他是民選議員則具有投票權。作為議會特權的守護者，國會議員可向議長尋求程序上的指導及裁決。
國會議長在新加坡總統職位的繼任順序中排名第二。 如果總統職位空缺，總統顧問委員會主席也無法擔任該職務，議長則將代行總統職責，直至選出新總統為止。在國家禮節方面，議長與新加坡首席大法官處於同一級別。

## 列表
以下列表列出新加坡自1955年以来的历任立法会以及国会议长。
| 任數                               | 姓名 （選區／生卒年份）                                                                                                  | 政党                               | 就職日期                           | 卸任日期                           | 會期                               |                                    |                                    |
| 新加坡立法议会议长（1955至1965年） | 新加坡立法议会议长（1955至1965年）                                                                                       | 新加坡立法议会议长（1955至1965年） | 新加坡立法议会议长（1955至1965年） | 新加坡立法议会议长（1955至1965年） | 新加坡立法议会议长（1955至1965年） | 新加坡立法议会议长（1955至1965年） | 新加坡立法议会议长（1955至1965年） |
| ---------------------------------- | --- | ---------------------------------- | ---------------------------------- | ---------------------------------- | ---------------------------------- | ---------------------------------- | ---------------------------------- |
| 1                                  | 乔治·厄勒斯爵士 （1908年－1968年）                                                                                       | 無黨籍                             | 1955年4月22日                      | 1959年3月31日                      | 第1届立法会                        |                                    |                                    |
| 1                                  | 乔治·厄勒斯爵士 （1908年－1968年）                                                                                       | 無黨籍                             | 1959年7月1日                       | 1963年9月3日                       | 第2届立法会                        |                                    |                                    |
| 2                                  | 艾德蒙·威廉·巴克 东陵区议员 （1920年－2001年）                                                                           | 人民行动党                         | 1963年10月22日                     | 1964年10月30日                     | 第3届立法会                        |                                    |                                    |
| 3                                  | A·P·拉惹 （1911年－1999年）                                                                                              | 無黨籍                             | 1964年11月2日                      | 1965年8月8日                       | 第3届立法会                        |                                    |                                    |
| 新加坡国会议长（1965至今）         | |                                    |                                    |                                    |                                    |                                    |                                    |
| 3                                  | A·P·拉惹 （1911年－1999年）                                                                                              | 無黨籍                             | 1965年8月9日                       | 1966年8月5日                       | 第1届国会                          |                                    |                                    |
| 4                                  | 古马拉三美 （1925年－1999年）                                                                                            | 無黨籍                             | 1966年8月17日                      | 1968年2月7日                       | 第1届国会                          |                                    |                                    |
| 4                                  | 古马拉三美 （1925年－1999年）                                                                                            | 無黨籍                             | 1968年5月6日                       | 1970年1月18日                      | 第2届国会                          |                                    |                                    |
| 5                                  | 杨锦成 如切区议员 （1918年－1993年）                                                                                     | 人民行动党                         | 1970年1月27日                      | 1972年8月14日                      | 第2届国会                          |                                    |                                    |
| 5                                  | 杨锦成 如切区议员 （1918年－1993年）                                                                                     | 人民行动党                         | 1972年10月12日                     | 1976年12月5日                      | 第3届国会                          |                                    |                                    |
| 5                                  | 杨锦成 如切区议员 （1918年－1993年）                                                                                     | 人民行动党                         | 1977年2月7日                       | 1980年12月4日                      | 第4届国会                          |                                    |                                    |
| 5                                  | 杨锦成 如切区议员 （1918年－1993年）                                                                                     | 人民行动党                         | 1981年2月3日                       | 1984年12月3日                      | 第5届国会                          |                                    |                                    |
| 5                                  | 杨锦成 如切区议员 （1918年－1993年）                                                                                     | 人民行动党                         | 1985年2月25日                      | 1988年8月17日                      | 第6届国会                          |                                    |                                    |
| 6                                  | 陈树群 砖厂集选区议员（1988年－1991年） 勿洛集选区议员（1991年－1997年） 东海岸集选区议员（1997年－2006年） （1949年－） | 人民行动党                         | 1989年1月9日                       | 1991年8月13日                      | 第7届国会                          |                                    |                                    |
| 6                                  | 陈树群 砖厂集选区议员（1988年－1991年） 勿洛集选区议员（1991年－1997年） 东海岸集选区议员（1997年－2006年） （1949年－） | 人民行动党                         | 1992年1月6日                       | 1996年12月15日                     | 第8届国会                          |                                    |                                    |
| 6                                  | 陈树群 砖厂集选区议员（1988年－1991年） 勿洛集选区议员（1991年－1997年） 东海岸集选区议员（1997年－2006年） （1949年－） | 人民行动党                         | 1997年5月26日                      | 2001年10月17日                     | 第9届国会                          |                                    |                                    |
| 7                                  | 阿都拉·塔姆基 东海岸集选区议员 （1944年－）                                                                              | 人民行动党                         | 2002年3月22日                      | 2006年4月19日                      | 第10届国会                         |                                    |                                    |
| 7                                  | 阿都拉·塔姆基 东海岸集选区议员 （1944年－）                                                                              | 人民行动党                         | 2006年11月2日                      | 2011年4月18日                      | 第11届国会                         |                                    |                                    |
| 8                                  | 邁克·柏默 榜鹅东单选区议员 （1968年－）                                                                                  | 人民行动党                         | 2011年10月10日                     | 2012年12月12日                     | 第12届国会                         |                                    |                                    |
| 9                                  | 哈莉玛·雅各布 裕廊集选区议员（2001年－2015年） 马西岭-油池集选区议员（2015年－2017年） （1954年－）                      | 人民行动党                         | 2013年1月14日                      | 2015年8月24日                      | 第12届国会                         |                                    |                                    |
| 9                                  | 哈莉玛·雅各布 裕廊集选区议员（2001年－2015年） 马西岭-油池集选区议员（2015年－2017年） （1954年－）                      | 人民行动党                         | 2016年1月15日                      | 2017年8月7日                       | 第13届国会                         |                                    |                                    |
| 10                                 | 陈川仁 马林百列集选区议员 （1969年－）                                                                                   | 人民行动党                         | 2017年9月11日                      | 2020年6月22日                      | 第13届国会                         |                                    |                                    |
| 10                                 | 陈川仁 马林百列集选区议员 （1969年－）                                                                                   | 人民行动党                         | 2020年8月24日                      | 2023年7月17日                      | 第14届国会                         |                                    |                                    |
| 11                                 | 謝健平 马林百列集选区议员 （1961年－）                                                                                   | 人民行动党                         | 2023年8月2日                       | 2025年4月15日                      | 第14届国会                         |                                    |                                    |
|                                    | |                                    | 2025年                             |                                    | 第15届国会                         |                                    |                                    |